# Anne-Julie-Adélaïde de Melun
Pour les articles homonymes, voir Melun (homonymie).
Anne Julie de Melun  (1698 - † 18 mai 1724 à Paris) était une aristocrate française, mère de Charles de Rohan, prince de Soubise, maréchal de France sous Louis XV ainsi que de « Madame de Marsan ». Elle est morte de la variole à l'âge de vingt-cinq ans.

## Biographie
Né en 1698 de Louis Ier de Melun, prince d'Epinoy et son épouse Élisabeth-Thérèse de Lorraine, princesse de Lillebonne, elle était la seconde de leurs deux enfants. Elle fut baptisée sous le nom de Anne Julie Adélaïde mais était plus connu comme Anne Julie.
Dame de Boubers de son propre chef, le fief et la pairie qui y étaient attachés passèrent, par elle, à la maison de Rohan, qui les conserva jusqu'en 1789.
Anne Julie fut sous-gouvernante des enfants de France et travailla avec « Madame de Ventadour », grand-mère maternelle de son époux, à laquelle elle succède en 1722.
Le 16 septembre 1714, à Paris, Anne Julie épousa Jules de Rohan (16 janvier 1697 † 6 avril 1724), 3e prince de Soubise, capitaine-lieutenant des gendarmes de la garde du roi. Son mari était un membre de la maison princière de Rohan, fils de Hercule Mériadec, duc de Rohan-Rohan et d'Anne Geneviève de Lévis. Anne Julie et son mari étaient cousins au second degré.
Son mari mourut à Paris de la petite vérole en avril 1724 : elle ne lui survécut que quelques semaines, emportée par la même maladie.
Son fils aîné Charles succéda à son père comme prince de Soubise. Lors de la disparition de son frère, en octobre de la même année 1724, la principauté d'Épinoy fut également donnée à Charles.

## Mariage et postérité
Cinq enfants sont nés de son mariage avec Jules François Louis de Rohan-Soubise :
1. Charles de Rohan-Soubise (1715 † 1787), duc de Ventadour et pair de France (1717), prince de Maubuisson, 4e prince de Soubise (1724), prince d'Épinoy (1724-1739 puis 1742-1787), marquis de Roubaix, comte de Saint-Pol, Vicomte de Gand, 2e duc de Rohan-Rohan et pair de France (1749, petit-fils du précédent), capitaine-lieutenant des Gendarmes de la garde du roi, Maréchal de France, Ministre d'État, pair et maréchal de France, premier « Ber » et connétable héréditaire de Flandres, sénéchal de Hainaut.
2. Armand de Rohan-Soubise (1er décembre 1717 † 28 juin 1756), cardinal de Soubise, prince de Tournon ;
3. Marie Louise Geneviève de Rohan (7 janvier 1720 † 4 mars 1803), « Madame de Marsan », gouvernante des enfants de France, mariée avec Gaston de Lorraine, comte de Marsan, comte de Marsan, sans postérité ;
4. François Auguste de Rohan (16 septembre 1721 † 6 août 1736), comte de Tournon, sans union ni postérité ;
5. René de Rohan (26 juillet 1723 † 7 février 1743), abbé de Luxeuil.

## Prédicats
- 1698 -16 septembre 1714 : Anne Julie de Melun
- 16 septembre 1714 – 18 mai 1724 : Son Altesse la princesse de Soubise